# Stazione di Pian di Borno
La stazione di Pian di Borno è una fermata ferroviaria della linea Brescia-Iseo-Edolo a servizio del centro abitato di Piamborno, frazione del comune di Piancogno.

## Storia
L'impianto entrò in servizio il 30 dicembre 1907 assieme al tronco ferroviario che collegava Pisogne a Breno.
Nelle prime settimane fu servita da tre coppie di corse Pisogne-Breno; a partire dal 1º febbraio 1908, la relazione fu unificata con quella proveniente dalla stazione di Brescia.

## Strutture e impianti
Il fabbricato viaggiatori è costruito nello stesso stile delle fermate della Società Nazionale Ferrovie e Tramvie (SNFT).
Il piazzale è dotato del singolo binario di corsa e la banchina è lunga 52 m.

## Movimento
La fermata è servita dai treni regionali (R) Brescia-Breno/Edolo, eserciti da Trenord nell'ambito del contratto di servizio stipulato con la Regione Lombardia.

## Servizi
- Biglietteria automatica
- Sala d'attesa